# Die Prinzen
 «Die Prinzen»  — немецкая музыкальная группа из Лейпцига. Почти с 6 млн проданных пластинок они принадлежат к числу самых успешных немецких групп. Самые известные хиты: Millionär (1991), Mann im Mond (1991), Küssen verboten (1992), Alles nur geklaut (1993), Du musst ein Schwein sein (1995) и Deutschland (2001).

## История группы

### Начало
В молодости вплоть до первой половины 1980-х годов Тобиас Кюнцель, Себастьян Крумбигель, Вольфганг Ленк и  Генри Шмидт были членами Лейпцигского Хор Святого Фомы, а Йенс Зембднер пел в Дрезденском церковном хоре.
После вокальной подготовки Крумбигель и Ленк основывают в 1981 году группу «Phönix». В 1985 группу переименовывают в «Phönix in Rockpol». Так как группа не имела большого успеха, в 1987 году было основано трио «Die Herzbuben», в состав которого входили Крумбигель, Ленк и Дирк Шрот. По совету менеджера Иоахима Цецманна трио с песнями A-cappella пытается обосноваться в ГДР. В 1987 году Радио ГДР выпустило дюжину заголовков с «Die Herzbuben». Ещё в год основания Йенс Сембднер присоединился к группе. С того момента, группа имела следующий состав: Сембднер, Крумбигель, Ленк и Шрот. Осенью 1988 года, на момент, когда группа стала значительно популярнее, Сембднер был призван в армию. Его заменил Кай Оливер, с которым группа познакомилась в Лейпцигской консерватории, но сотрудничество продолжалось только год, потому что Кай решил покинуть Восточную Германию. В качестве замены Каю последовал Анри Шмидт.
Шрот покинул группу и страну в ноябре 1989 года. Из-за частых кадровых изменений группа, до возвращения Йенса Сембднера в январе 1990 года, была неактивна. Менеджер Цецманн имел связи с ZDF и с музыкальным издателем Джорджом Глюком, так группа появилась на телевидение в шоу «Hut ab».

### 1990 по 1999
Осенью 1990 года Annette Humpe посетила группу, чтобы познакомиться лично. После этого в ноябре 1990 года они заказали студию Ансельма Клюге, чтобы сделать первые записи. В это время внезапно обрела известность другая немецкая группа «Wildecker Herzbuben», во избежание путаницы в апреле 1991 года группа берёт новое имя «Die Prinzen».
В августе 1991 группа делает прорыв с хитом «Gabi und Klaus».В сентябре этого же года выпускают свой первый альбом «Leben ist grausam» и отправляются в турне с Удо Линденбергом.
Весной 1992 группа отправляется в собственный клуб-тур в сопровождении ударника Али Циме. Осенью они опубликовывают сингл и альбом «Küssen verboten».
С февраля по май 1993 «die Prinzen» находится в туре. В 1994 году Матиас Дитрих вступает в группу как басист. Кроме того, в этом году на рынок был выпущен сингл и альбом «Alles nur geklaut», за которым в 1994 последовал приуроченный к альбому тур. Год спустя появляется сингл «Du musst ein Schwein sein» и альбом «Schweine». При этом группа изменила стиль, музыка стала более «ро́ковой» и использовалось больше электронных эффектов. Тексты связывались всё больше с сексом и обществом, подбор слов становился агрессивнее. Центральное высказывание («Du musst ein Schwein sein in dieser Welt» дословно «чтобы выжить, нужно быть свиньёй») есть резкая противоположность к текстам первых 3 альбомов.
С ноября по декабрь 1995 группа находится в туре по Германии. В 1996 появляются следующий сингл и альбом «mit’m Mund» под производством Штефана Рааба и Ленка. В 1997 «die Prinzen» выпускаю альбом "Ganz oben: Hits MCMXCI — MCMXCVII " (сборник хитов 1991—1997) и едут с ним в тур. После всех этих альбомов группа берёт творческую паузу длиною в год. В 1999 был опубликован альбом «So viel Spaß für wenig Geld»; ещё в том же году был выпущен рождественский альбом «Festplatte», вслед за которым последовал приуроченный к этому клуб-тур.

### 2000 по 2010
В начале 2000 было ещё одно сотрудничество с Аннетт Хумпе в Гамбурге для производства восьмого студийного альбома. После продолжительного сотрудничества «die Prinzen»  расстаются с менеджером Иоахимом Цецманном. Его наследником стал Андреас Лэскер. 1 октября 2001 появляется альбом «D». Сингл достиг 15 места в немецких чартах. По декабрь 2001 «Die Prinzen»  с юбилейной программой  в честь десятилетия группы играли концерты в Германии, Люксембурге, Австрии и Швейцарии. 2003 год - «Monarchie In Germany» как девятый студийный альбом. Сингл с этого альбома «Chronisch Pleite» также как и альбом нашёл своё место в немецких чартах. Ноябрь 2004 года - новый альбом «Hardchor».В этом альбоме однозначно изменяется стиль: от электронной музыки к акустическому поп-року.
В 2006 группа празднует своё 15-летие в акустическом «live» туре. В ноябре 2006 «die Prinzen» с кинооркестром «Babelsberg» дали концерт, который следующей весной был опубликован на DVD и CD с заголовком «Die Prinzen - Orchestral». 2007 год был ознаменован туром по замкам и сотрудничеством с певицей Анет Луизиан. В альбоме «Das optimale Leben» группа поддержала певицу песней «Mein innerer Schweinehund». 5 сентября 2008 появляется новый сингл «Frauen Sind Die Neuen Männer» опубликованного 26 сентября 2008 в альбоме «Die Neuen Männer». Внимание в альбоме сфокусировано на теме  «Denglisch».

### С 2010
В 2011 «Die Prinzen» празднуют 20-летие. По этому поводу 19 ноября 2010 они опубликовали альбом «Es war nicht alles schlecht». 1 июня 2011 группа даёт Open-Air  концерт на вечере-открытии 33 Немецкого евангелического церковного съезда. В 2013 «Die Prinzen» едут в церковный тур по Германии.
23 февраля 2015 стало известно, что Себастьян Крумбигель и Тобиас Кюнцель примут участие в передаче «Sing meinen Song – Das Tauschkonzert». Передача имела весьма большой успех. Приуроченный к этому CD занимал 1 место в немецких чартах, держался неделями в топ 10 и месяцами в топ 100. В октябре 2015 этот альбом отличился платиной.
Как раз к передаче 29 мая 2015 появляется новый студийный альбом «Familienalbum», первый студийный альбом за последние 7 лет. Первым синглом была баллада «Er steht im Regen». В новом альбоме группа вернулась к корням. На переднем плане здесь были преимущественно 5 голосов в сопровождении ударных инструментов и баса. Альбом взобрался на 9 место немецких чартов, таким образом это первый альбом в топ 10 с 1999. Впервые с 2001 альбом достиг австрийских чартов и с 1995 швейцарских. 31 июля 2015 появляется «Unsere besten Zeiten», второй сингл с «Familienalbum».
16 октября 2015 появляются live-CD, DVD и Blu-ray «Die Prinzen – Eine Nacht in der Oper». Это запись концерта в Лейпцигской опере в июне 2015. Гостями были Андреас Боурани и Хавьер Наидоо, а также оркестр и хор. В то время как CD был на 39 месте в немецких чартах, DVD и Blu-ray в первую неделю достиг 12 места в немецких музыкальных DVD чартах.
В феврале 2016 «Die Prinzen» празднуют 25-летие туром «25 Jahre auf Bewährung», с которым едут через всю Германию.
11 марта 2017 телекомпания VOX издаёт документальный фильм «25 Jahre Die Prinzen – Das Doku-Event». Для этого документального фильма телекомпания сопровождала группу несколько недель в 2016 году. В фильме семь принцев были проинтервьюированы семью видными деятелями. Кроме того, такие люди, как Аннетт Хумп или Удо Линденберг, рассказывают об их переживаниях с группой. Документальный фильм освещает историю группы и жизнь её участников, а также жизнь вне сцены.

## Состав
Себастьян Крумбигель, Тобиас Кюнцель, Вольфганг Ленк, Йенс Сембднер, Анри Шмидт, Матиас Дитрих, Александр Циме